# Moverna vas
Moverna vas – wieś w Słowenii, w gminie Semič. W 2018 roku liczyła 29 mieszkańców.